# Sabelan
Sabelan (Ssabela), porodica indijanskih jezika i plemena nastanjenih u prašumama Ekvadora, provincija Napo, poznatih pod kolektivnim imenom Huaorani, Waorani ili Auca. Huaorani su podijeljeni na niz lokalnih grupa između rijeke Napo na sjeveru, i na jugu do Curaraya, kao i duž pritoka Yasuni, Shiripuno, Cononaco, Villano, i nekih manjih. Predstavnici su: Caruhue, kanton Aguarico, río Cononaco, (Cononaco River); Damuintaro, pritoke Curaraya, provincija Pastaza;  Dayuno, na río Nushiño, kanton Tena; Garzacocha, kanton Aguarico (Yasuni River; Huamuno, río Nushiño, provincija Pastaza;  Mima, kanton Aguarico, srednji tok río Cononaco; Quehueruno, na rijeci Shiripuno i pritokama u kantonu Tena, provincija Napo; Quemperi, na río Nashiño i Cononaco, kanton Aguarico; Quenahueno, provincija Pastaza; Quihuaro, provincija Pastaza; Tagaeri, provincija Pastaza; Tigüino, kod Huamonoa, provincija Napo, kanton Tena; Tihueno, gornji Tihueno, pritok Curaraya, provincija Pastaza; Tonanpare ili Toñampari, gornji Curaray, provincija Pastaza; i Zapino, na rijeci Nushiño pritoci Curaraya, provincija Pastaza.

## Vanjske poveznice
- Waorani
- La Nacionalidad Waorani